# Ополе-Любельске
Опо́ле-Любельске (пол. Opole Lubelskie) — город в Польше, входит в Люблинское воеводство, Опольский повят. Имеет статус городско-сельской гмины. Занимает площадь 14,83 км². Население — 8879 человек (на 2004 год).

## История
В XVI—XVIII века — местечко Люблинского воеводства в составе Речи Посполитой.
В 1795—1809 годы — в составе Австрии, в 1809—1915 — Великого герцогства Варшавского.
С 1815 года — в составе Российской империи, с 1837 года — посад Ополе Ново-Александрийского уезда Люблинской губернии.
На начало XX века в Ополе было: сахарный завод, 2 кирпичных, 4 суконных фабрики. Костёл, синагога, начальная школа, богадельня.

## Известные уроженцы и жители
- Винавер, Бруно (1883—1944) — польский комедиограф, прозаик и фельетонист.
- Онуфрий (Гагалюк) — священномученик, архиепископ Курский и Обоянский.
- Тарло, Ян (1684—1750) — государственный и военный деятель Речи Посполитой, магнат.

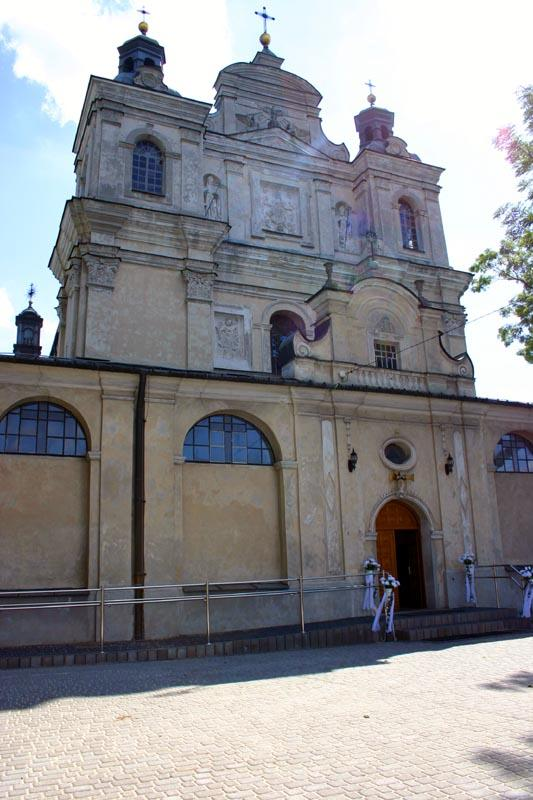
Костёл